# Spearing
Spearing  (på svenska ungefär "spetsa"), är begreppet på en regelöverträdelse i ishockey. Den är ett brott mot spelregeln som innebär att en spelare med sin klubba försöker eller sticker en motståndare med klubbladets spets.
Den nuvarande regeln för spearing lyder i sammandrag
- En spelare som begår en spearing på en motståndare genom sticka en motståndare med klubbladets spets när klubban hålls med en eller båda händer ska efter domarens omdöme ådömas:
  - 2 + 2 + 10 minuters utvisning eller
  - 5 minuters utvisning samt matchstraff

Vid överträdelse av denna regel ska spelet stoppas och spelaren som begick regelöverträdelsen skall visas ut.